# Volley Castellana
Il Volley Castellana è una società pallavolistica maschile italiana con sede a Montecchio Maggiore: milita nel campionato di Serie B.

## Storia
La società del Volley Castellana viene fondata nel 1995 e, dopo aver partecipato a campionati locali, accede alla Serie B2 nella stagione 2011-12: dopo aver sfiorato la promozione in Serie B1 nell'annata 2012-13, venendo sconfitta nelle semifinali play-off, la centra nella stagione seguente, quando dopo essere giunta per la seconda volta consecutiva al secondo posto in classifica nel proprio girone durante la regular season, vince i play-off promozione.
Nella stagione 2014-15 esordisce in Serie B1 e chiude la regular season al secondo posto in classifica, venendo sconfitta poi nelle semifinali dei play-off promozione: nell'annata successiva vince invece il proprio girone ottenendo la promozione in Serie A2, dove milita dalla stagione 2016-17. Al termine del campionato tuttavia, a seguito del penultimo posto in classifica nella pool retrocessione, retrocede in Serie B.
Chiude le due stagioni successive al quinto e al quarto posto in classifica, mentre nella stagione 2019-20 conduce il proprio girone di regular season al momento dell'interruzione del campionato per la pandemia di COVID-19: questa posizione le consente di essere ripescata in Serie A3 per la stagione successiva che chiude al settimo posto accedendo ai play-off promozione.

## Rosa 2022-2023
| N° | Nome               | Ruolo | Data di nascita   | Nazionalità sportiva |
| -- | ------------------ | ----- | ----------------- | -------------------- |
| 1  | Aleksandăr Mitkov  | S     | 9 ottobre 1996    | Bulgaria             |
| 2  | Nicolò Mancin      | S     | 6 luglio 1999     | Italia               |
| 3  | Manuel Beghelli    | S     | 13 luglio 1999    | Italia               |
| 4  | Michele Guarda     | P     | 24 settembre 2003 | Italia               |
| 5  | Alberto Parise     | C     | 2 ottobre 2003    | Italia               |
| 6  | Stefano Giusto     | S     | 20 marzo 2003     | Italia               |
| 7  | Ignacio Martinez   | P     | 6 agosto 1998     | Italia               |
| 8  | Davide Fiscon      | S     | 16 gennaio 1998   | Italia               |
| 9  | Marco Gonzato      | S     | 30 luglio 2001    | Italia               |
| 10 | Lorenzo Battocchio | L     | 6 febbraio 1998   | Italia               |
| 11 | Marco Di Franco    | S     | 16 maggio 2002    | Italia               |
| 12 | Gabriele Gallina   | P     | 11 dicembre 2005  | Italia               |
| 13 | Gabriel Bartolini  | C     | 2003              | Italia               |
| 14 | Marco Carlotto     | L     | 14 maggio 2001    | Italia               |
| 16 | Fabio Franchetti   | C     | 14 agosto 1991    | Italia               |
| 17 | Alberto Frizzarin  | C     | 20 novembre 1991  | Italia               |

## Palmarès
- Coppa Italia di Serie B1: 1

2015-16